# 435th Air Ground Operations Wing
Il 435th Air Ground Operations Wing è uno stormo di supporto dell'United States Air Forces in Europe-Air Forces Africa. Il suo quartier generale è situato presso la Ramstein Air Base, in Germania.

## Missione
Lo stormo, attraverso i suoi 4 gruppi, provvede a varie operazioni specifiche tra le quali disporre la costruzione di nuovi campi d'aviazione e di rendere disponibili rapidamente le varie attività aeroportuali, sostenere le comunicazioni strategiche in supporto alla NATO e all'EUCOM ed infine  organizzare, addestrare, equipaggiare ed amministrare avieri specializzati nel controllo aereo tattico e nell'analisi meteorologica a favore dello United States Army Europe e del V Corps.

## Organizzazione
Attualmente, al maggio 2017, lo stormo controlla:
- 435th Contingency Response Group
  - 435th Contingency Response Squadron
  - 435th Contingency Response Support Squadron
  - 435th Security Forces Squadron
  - 435th Construction and Training Squadron
  - Detachment 1
- 435th Air and Space Communications Group
  - 1st Air and Space Communications Operations Squadron
  -  1st Combat Communications Squadron
  - 1st Communications Maintenance Squadron
- 4th Air Support Operations Group
  -  2nd Air Support Operations Squadron, Vilseck, Germania, sostiene le operazioni di controllo Aereo Tattico del 2nd Cavaly Regiment Stryker Brigade
    - Detachment 1, Schweinfurt, Germania

  -  21st Operational Weather Squadron
  -   7th Weather Squadron
- 401st Air Expeditionary Group